# Kanton Saint-Cyr-sur-Loire
Kanton Saint-Cyr-sur-Loire (francouzsky Canton de Saint-Cyr-sur-Loire) je francouzský kanton v departementu Indre-et-Loire v regionu Centre-Val de Loire. Tvoří ho pouze město Saint-Cyr-sur-Loire.